# Afrorubria flavidus
Afrorubria flavidus är en insektsart som beskrevs av Evans 1955. Afrorubria flavidus ingår i släktet Afrorubria och familjen dvärgstritar. Inga underarter finns listade i Catalogue of Life.